# 吹笛子的少年
《吹笛子的少年》（法语：Le Joueur de fifre）是法国印象派画家愛德華·馬奈创作于1866年的一幅油画。现藏于巴黎的奥塞美术馆。左拉在1866年5月7日發表於《事件報》的一篇藝評說此畫是他最喜愛的作品。